# Nachal Ša'al
Nachal Ša'al (hebrejsky: נחל שעל) je vádí v Horní Galileji, v severním Izraeli.
Začíná v nadmořské výšce přes 400 metrů, u jižního okraje vesnice Micpe Hila. Směřuje pak rychle se zahlubujícím údolím se zalesněnými svahy k západu. Horní tok vádí je turisticky využíván. Nachází se tu pramen Ejn Ša'al (עין שעל) s malou vodní nádrží a jeskyní. Pak do něj zprava ústí vádí Nachal Nachat. Z jihu potom míjí vesnici Manot a pahorek Giv'at Hardalit, na němž tato vesnice stojí. Zleva přijímá vádí Nachal Ešchar. Na protější, jižní, straně údolí se pak rozkládá obec Neve Ziv. Zde vádí míjí ze severu pahorek Giv'at Ša'al. Směřuje stále k západu a u vesnice Kabri vstupuje do izraelské pobřežní planiny. Na dolním toku pak vede rovinatou a zemědělsky využívanou krajinou, mezi vesnicemi Sa'ar a Gešer ha-Ziv. Ústí do Středozemního moře na severním okraji města Naharija, na jižním okraji lokality Achziv.